# Brunfelsia hydrangeiformis
Brunfelsia hydrangeiformis là loài thực vật có hoa trong họ Cà. Loài này được (Pohl) Benth. mô tả khoa học đầu tiên năm 1846.